# توم اسموسين
توم اسموسين (بالإنجليزية: Tom Asmussen)‏ هو لاعب كرة قاعدة أمريكي، ولد في 26 سبتمبر 1878 في شيكاغو في الولايات المتحدة، وتوفي في 21 أغسطس 1963 في أرلينغتون هايتس في الولايات المتحدة.

## وصلات خارجية
- توم اسموسين على موقعبيزبول رفرنس.كوم (الدوري الرئيسي) (الإنجليزية)
- توم اسموسين على موقعبيزبول رفرنس.كوم (الدوري الثانوي) (الإنجليزية)